# Tre Mitchell
Tre Mitchell (Bamberg, Baviera; 24 de septiembre de 2000) es un baloncestista estadounidense que pertenece a la plantilla del Löwen Braunschweig de la Basketball Bundesliga alemana. Con 2,06 metros de estatura, juega en la posición de ala-pívot. Aunque nacido en Alemania, sus padres de instalaron en Pittsburgh, Pensilvania cuando solo tenía un año de edad.

## Trayectoria deportiva

### Universidad
Jugó dos temporadas con los Minutemen de la Universidad de Massachusetts Amherst, en las que promedió 18,0 puntos, 7,2 rebotes, 2,0 asistencias, 1,2 tapones y 1,1 robos de balón por partido. En su primera temporada fue seis veces Novato de la Semana de la Atlantic 10 Conference y ganó el premio en las últimas cinco semanas de la temporada regular, la racha más larga desde Lamar Odom en la temporada 1998-99. También obtuvo los honores de Novato del Año de Atlantic 10 y Segundo Equipo All-Atlantic 10, convirtiéndose en el primer estudiante de primer año de UMass en recibir honores de toda la conferencia desde Marcus Camby en 1994. En su segunda temporada fue incluido en el mejor quinteto de la conferencia, y al término de la misma fue entró en el portal de transferencias de la NCAA.
Fue transferido a los Longhorns de la Universidad de Texas en Austin, donde promedió 8,7 puntos y 4,0 rebotes por partido. El 15 de febrero de 2022 la universidad anunció que Mitchell tomaría una licencia indefinida del equipo, perdiéndose el resto de la temporada.
Al término de la temporada 2021-22, entró de nuevo en el portal de transferencias, recalando en los Mountaineers de la Universidad de Virginia Occidental. En su temporada senior promedió 11,7 puntos y 5,5 rebotes por partido. Tras una temporada jugando para West Virginia, entró en el mercado de fichajes tras la renuncia del entrenador Bob Huggins en junio de 2023.
En junio de 2023 anunció que se transferiría a los Wildcats de la Universidad de Kentucky para su último año de elegibilidad de la NCAA. Promedió 10,7 puntos, 7,2 rebotes y 2,6 asistencias, jugando 30,2 minutos por partido. Tras la temporada, Mitchell se presentó al Draft de la NBA.

#### Estadísticas
| Año     | Equipo        | PJ  | PT  | MPP  | %TC  | %3P  | %TL  | RPP | APP | ROB | TPP | PPP  |
| ------- | ------------- | --- | --- | ---- | ---- | ---- | ---- | --- | --- | --- | --- | ---- |
| 2019–20 | UMass         | 31  | 31  | 30.8 | .481 | .330 | .728 | 7.2 | 1.9 | 1.0 | 1.0 | 17.7 |
| 2020–21 | UMass         | 13  | 12  | 32.2 | .519 | .375 | .768 | 7.2 | 2.2 | 1.2 | 1.5 | 18.8 |
| 2021–22 | Texas         | 24  | 17  | 18.6 | .478 | .326 | .800 | 4.0 | 1.3 | .7  | .7  | 8.7  |
| 2022–23 | West Virginia | 34  | 32  | 30.0 | .470 | .364 | .789 | 5.5 | 1.8 | .8  | .6  | 11.7 |
| 2023-24 | Kentucky      | 27  | 24  | 30.2 | .484 | .305 | .744 | 7.2 | 2.6 | 1.0 | .7  | 10.7 |
| Total   | Total         | 129 | 116 | 28.3 | .483 | .338 | .760 | 6.1 | 1.9 | .9  | .9  | 13.1 |

### Profesional
Tras no ser elegido en el Draft de la NBA de 2024, disputó las Ligas de Verano de la NBA con los Oklahoma City Thunder. El 7 de agosto firmó su primer contrato profesional con el Löwen Braunschweig de la Basketball Bundesliga alemana.